# François Dauphin
François Dauphin, kanadski rokometaš, * 6. julij 1953, Saint Norbert, Quebec.
Leta 1976 je na poletnih olimpijskih igrah v Montrealu v sestavi kanadske rokometne reprezentance osvojil 11. mesto.